# EGLN1
EGLN1 (англ. Egl-9 family hypoxia inducible factor 1) – білок, який кодується однойменним геном, розташованим у людей на короткому плечі 1-ї хромосоми.  Довжина поліпептидного ланцюга білка становить 426 амінокислот, а молекулярна маса — 46 021.
| 10         |  | 20         |  | 30         |  | 40         |  | 50         |
| ---------- |  | ---------- |  | ---------- |  | ---------- |  | ---------- |
| MANDSGGPGG |  | PSPSERDRQY |  | CELCGKMENL |  | LRCSRCRSSF |  | YCCKEHQRQD |
| WKKHKLVCQG |  | SEGALGHGVG |  | PHQHSGPAPP |  | AAVPPPRAGA |  | REPRKAAARR |
| DNASGDAAKG |  | KVKAKPPADP |  | AAAASPCRAA |  | AGGQGSAVAA |  | EAEPGKEEPP |
| ARSSLFQEKA |  | NLYPPSNTPG |  | DALSPGGGLR |  | PNGQTKPLPA |  | LKLALEYIVP |
| CMNKHGICVV |  | DDFLGKETGQ |  | QIGDEVRALH |  | DTGKFTDGQL |  | VSQKSDSSKD |
| IRGDKITWIE |  | GKEPGCETIG |  | LLMSSMDDLI |  | RHCNGKLGSY |  | KINGRTKAMV |
| ACYPGNGTGY |  | VRHVDNPNGD |  | GRCVTCIYYL |  | NKDWDAKVSG |  | GILRIFPEGK |
| AQFADIEPKF |  | DRLLFFWSDR |  | RNPHEVQPAY |  | ATRYAITVWY |  | FDADERARAK |
| VKYLTGEKGV |  | RVELNKPSDS |  | VGKDVF     |  |            |  |            |

A: Аланін

C: Цистеїн

D: Аспарагінова кислота

E: Глутамінова кислота

F: Фенілаланін

G: Гліцин

H: Гістидин

I: Ізолейцин

K: Лізин

L: Лейцин

M: Метіонін

N: Аспарагін

P: Пролін

Q: Глутамін

R: Аргінін

S: Серин

T: Треонін

V: Валін

W: Триптофан

Кодований геном білок за функціями належить до оксидоредуктаз, фосфопротеїнів. 
Задіяний у таких біологічних процесах як поліморфізм, ацетиляція, альтернативний сплайсинг. 
Білок має сайт для зв'язування з іонами металів, іоном цинку, іоном заліза. 
Локалізований у цитоплазмі, ядрі.